# بيت الشريف (أفلح الشام)

تعديل مصدري - تعديل

بيت الشريف هي إحدى قرى عزلة بني حربي بمديرية أفلح الشام التابعة لمحافظة حجة، بلغ تعداد سكانها 136 نسمة حسب تعداد اليمن لعام 2004.